# Hasta la vista, baby
A Hasta la vista, baby mondat Arnold Schwarzenegger címszereplőjéhez kötődik az 1991-es Terminátor 2: Az ítélet napja című sci-fi akciófilmből.

## Eredet és használat
A "Hasta la vista" egy spanyol búcsúszó, amely szó szerint "A (következő) látásig" mondatra fordítható, és azt jelenti, hogy "Viszlát". 1970-ben Bob Hope viccesen mondta a "Hasta la vista, baby" mondást Raquel Welchnek a "Rocky Racoon" című tiszteletadásuk elején Raquel Welch különleges Raquel című műsorában. Ezt a kifejezést, a "baby" szóval kiegészítve - "Hasta la vista, baby" - később a Grammy-díjas Jody Watley 1987-es népszerű slágerében, a "Looking for a New Love"-ban használta. 1988-ban Tone Lōc "Wild Thing" című kislemezén is szerepelt.

## A Terminátor franchise

### Terminátor 2: Az ítélet napja
A "Hasta la vista, baby" akkor vált híres szállóigévé, amikor az 1991-es Terminátor 2: Az ítélet napja című filmben is kimondták, amelyet James Cameron és William Wisher Jr. írtak. A kifejezés a film főszereplői, John Connor (Edward Furlong) és a Terminátor (Arnold Schwarzenegger) közötti szóváltásban szerepel, ahol az előbbi megtanítja az utóbbit a szleng kifejezések használatára:

John Connor: Nem, nem, nem, nem, nem. Figyelj, hogy az emberek hogy lökik a vakert! Senki nem mond ilyen marhaságot, hogy „kérést vettem". Ilyenkor ők azt mondják „no problemo". És ha valaki csúnyán néz rád, azt mondod „kapd be". Ha pedig el akarod kápráztatni, a duma „hasta la vista, baby".

Terminátor: Hasta la vista, baby.

A Terminátor ismét kimondja a mondatot a film végén, mielőtt egy lövéssel szétzúzza a folyékony nitrogénnel megfagyasztott T-1000-est, híresen hosszan tartó szünettel értelmezve a "baby" szó előtt a vesszőt.
A film európai spanyol változatában a mondatot "Sayonara, baby"-nek szinkronizálták, hogy megőrizzék humoros jellegét a spanyol nyelvű közönség körében, a film spanyol-amerikai változatában azonban a mondat változatlan maradt.

## Terminátor 3: A gépek lázadása
A kifejezést a 2003-as Terminátor 3: A gépek lázadása című filmben John Connor (Nick Stahl) ismét kimondja, miközben a T-850-essel (Schwarzenegger) beszélget, azt gondolva, hogy az ugyanaz a Terminátor, akivel évekkel korábban találkozott. A gép azt válaszolja, hogy ez egy másik T-101-es:

John Connor: Emlékszel egyáltalán rám? Sarah Connor? A Cyberdyne felrobbantására? "Hasta la vista, baby"? Ismerősen cseng?

T-850: Az egy másik T-101 volt.

John Connor: Mi van, ti egy futószalagról jöttök, vagy mi?

T-850: Pontosan.

John Connor: Mindent újra kell tanítanom nektek.

## Politika
Schwarzenegger azóta is használja a kifejezést nyilvános beszédei során, politikai karrierje részeként. Az 1992-es republikánus előválasztások során Pat Buchanan kihívta George H. W. Bush elnököt a jelöltségért. Schwarzenegger csatlakozott Bushhoz New Hampshire-ben, és arra buzdította a választókat, hogy küldjenek üzenetet Pat Buchanannek: "Hasta la vista, bébi."
2003. október 7-én Schwarzeneggert egy visszahívásos választáson megválasztották Kalifornia állam kormányzójának. A Michigan Daily a következő címet adta cikkének: "Voters bid 'hasta la vista' to Davis".
2008. november 17-én Schwarzenegger a CNN-nek adott interjúban azt mondta: "Annyi különböző kihívás van Kaliforniában - a világ legnagyszerűbb államában, a világ legnagyszerűbb országában. Hasta la vista, baby!".
2008-ban Schwarzenegger találkozott Michelle Bachelet chilei elnökkel a kaliforniai állami látogatása során. Bachelet a "Hasta la vista" mondattal zárta nyilvános beszédét, és Schwarzenegger akcentusát utánozta.

## Egyéb használat
Tábla Fort Bliss amerikai katonai állomáshelyen.
A kifejezés volt a Skin albumának címe is Hasta la Vista, Baby! és a U2 1997-es Hasta la Vista Baby! című élő albumának címének egy része is. U2 Live in Mexico City.
A mondat háromszor szerepelt az Eurovíziós Dalfesztiválon is. Az első alkalommal 2003-ban Ukrajna nevezett Hasta la Vista címmel, Oleksandr Ponomaryov által. A kifejezés ismét szerepelt Fehéroroszország 2008-as, Ruslan Alekhno által írt Hasta la Vista című versenyszámában. Majd ismét a 2020-as, törölt kiadásban Szerbia küldte a Hasta la vista-t Hurricane által.
A mondat elhangzott abban a Terminátor-paródiában is, melyben a Terminátor Jézust próbálja megmenteni a keresztre feszítéstől.